# هری دیکاسون (ژیمناست)
هری دیکاسون (انگلیسی: Harry Dickason; ۱۶ آوریل ۱۸۹۰ – ۲۱ ژانویهٔ ۱۹۶۲) ژیمناست هنری اهل بریتانیا بود.